# Hannes Mercker

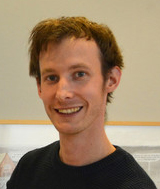
Hannes Mercker

Hannes Mercker (* 26. März 1983 in Oldenburg (Oldb)) ist ein deutscher Cartoonist, Zeichner und Illustrator.

## Leben
Hannes Mercker wuchs im niedersächsischen Oldenburg auf. Nach dem Abitur leistete er seinen Zivildienst bei der Naturschutzgesellschaft Schutzstation Wattenmeer auf der Nordseeinsel Pellworm ab, wo er unter anderem als Wattführer und Vogelzähler arbeitete. Hier begann er auch mit dem Zeichnen von Cartoons und Comicstrips.
H. Mercker studierte für das Lehramt an Grund- und Hauptschulen in Freiburg im Breisgau und schloss das Studium 2008 mit dem ersten Staatsexamen ab. In dieser Zeit begann er seine Arbeit als Cartoonist zu intensivieren und beteiligte sich deutschlandweit an Ausstellungen und Cartoon-Wettbewerben. Das Referendariat in Ellwangen beendete er 2009 nach kurzer Zeit, um hauptberuflich als selbständiger Cartoonist und Illustrator tätig zu werden.
Hannes Mercker lebt und arbeitet nach mehreren Jahren in Mannheim seit 2018 in Freudenstadt (Schwarzwald) und zeichnet für Verlage, Unternehmen, Werbeagenturen und Zeitungen. Cartoons von ihm erscheinen regelmäßig in den Tageszeitungen Mannheimer Morgen, Die Rheinpfalz und Husumer Nachrichten.
Das Stadtmuseum Oldenburg widmete dem Cartoonisten Ende 2015 eine umfangreiche Ausstellung, in der das bisherige Gesamtwerk des Zeichners gewürdigt wurde. Zentrales Element der Ausstellung war ein 2 × 4 m großes Wimmelbild der Stadt Oldenburg, das H. Mercker im Auftrag des Museums erstellt hatte.

### Stil und Arbeitsweise
Mercker konzentriert oder vereinfacht nicht, wie bei Cartoons sonst üblich, seine Zeichnungen auf das Wesentliche, sondern versieht sie oft mit vielfältigen Details. Die verwendete Farbpalette bleibt gedeckt, reine Farben dienen der Pointierung und die eingesetzten Farbverläufe sorgen für eine fast schon malerische Wirkung. So entsteht eine Atmosphäre, die für diese auf schnelle Unterhaltung ausgelegte Gattung eher untypisch ist.
Über die eigentliche Pointe hinaus findet der Betrachter Anlässe zum Verweilen: Dazu fordern witzige Elemente und Nebengeschichten in Umfeld und Hintergrund auf.
Hannes Mercker bedient sich dabei traditioneller und moderner Arbeitstechniken: Der mit Bleistift auf Papier gezeichneten Skizze wird mit Fineliner der endgültige grafische Ausdruck verliehen. Erst nach dem kompletten Ausradieren der ursprünglichen Bleistiftskizze wird die Zeichnung eingescannt, am Computer koloriert und fertiggestellt. Seltener färbt er manuell mit Pinsel und Aquarellfarben ein, manchmal kombiniert er beide Techniken.
„Die Verbindung von traditioneller Zeichentechnik und digitaler Bearbeitung ist ein nicht zu unterschätzender Faktor der Arbeiten Hannes Merckers, gerade aus dieser Kombination schafft er zeichnerisch ein eigenes Potential.“

## Werke
Als Autor:
- Pinsel zwischen Ebbe und Flut. Pellworm-Verlag Borchard, Pellworm 2010, ISBN 978-3-936017-19-9
- Möchten Sie den Stau umfahren? Isensee-Verlag, Oldenburg 2010, ISBN 978-3-89995-744-0
- Hier bitte keine Fahrräder abstellen. Isensee-Verlag, Oldenburg 2012, ISBN 978-3-89995-902-4
- Cartoons und Zeichnungen. Isensee-Verlag, Oldenburg 2015, ISBN 978-3-7308-1219-8
- Na? Auch aus Oldenburg? Isensee-Verlag, Oldenburg 2016, ISBN 978-3-7308-1262-4

Als Illustrator:
- Deutsche Literatur vom Mittelalter bis zur Romantik. Mitteldeutscher Verlag, Halle (Saale) 2011, ISBN 978-3-89812-816-2
- Der verrückte Pythagoras. Cuvillier, Göttingen 2011, ISBN 978-3-86955-943-8
- Schummeln gilt nicht. Cuvillier, Göttingen 2013, ISBN 978-3-95404-469-6
- Unterm Messer III. Kaden-Verlag, Heidelberg 2014, ISBN 978-3-942825-16-0

## Einzelausstellungen
- 2012 Tetenbüll (Eiderstedt), Haus Peters[3]
- 2015 Oldenburg, Stadtmuseum Oldenburg[4]

## Nominierungen/Preise
- 2009: 2 Nominierungen für den Deutschen Cartoonpreis
- 2010: 5. Platz beim Cartooncontest "Ruß lässt die Arktis schmelzen" der deutschen Umweltverbände NABU, Deutsche Umwelthilfe, BUND und VCD[5]
- 2010: 1. Platz Großer Comic-Sonderpreis von taz nord/Lappan-Verlag[6][7]
- 2012: 1 Nominierung für den Deutschen Cartoonpreis[8]
- 2014, 2015, 2017: jeweils Shortlist zum Deutschen Karikaturenpreis[9]